# Jakob Heller

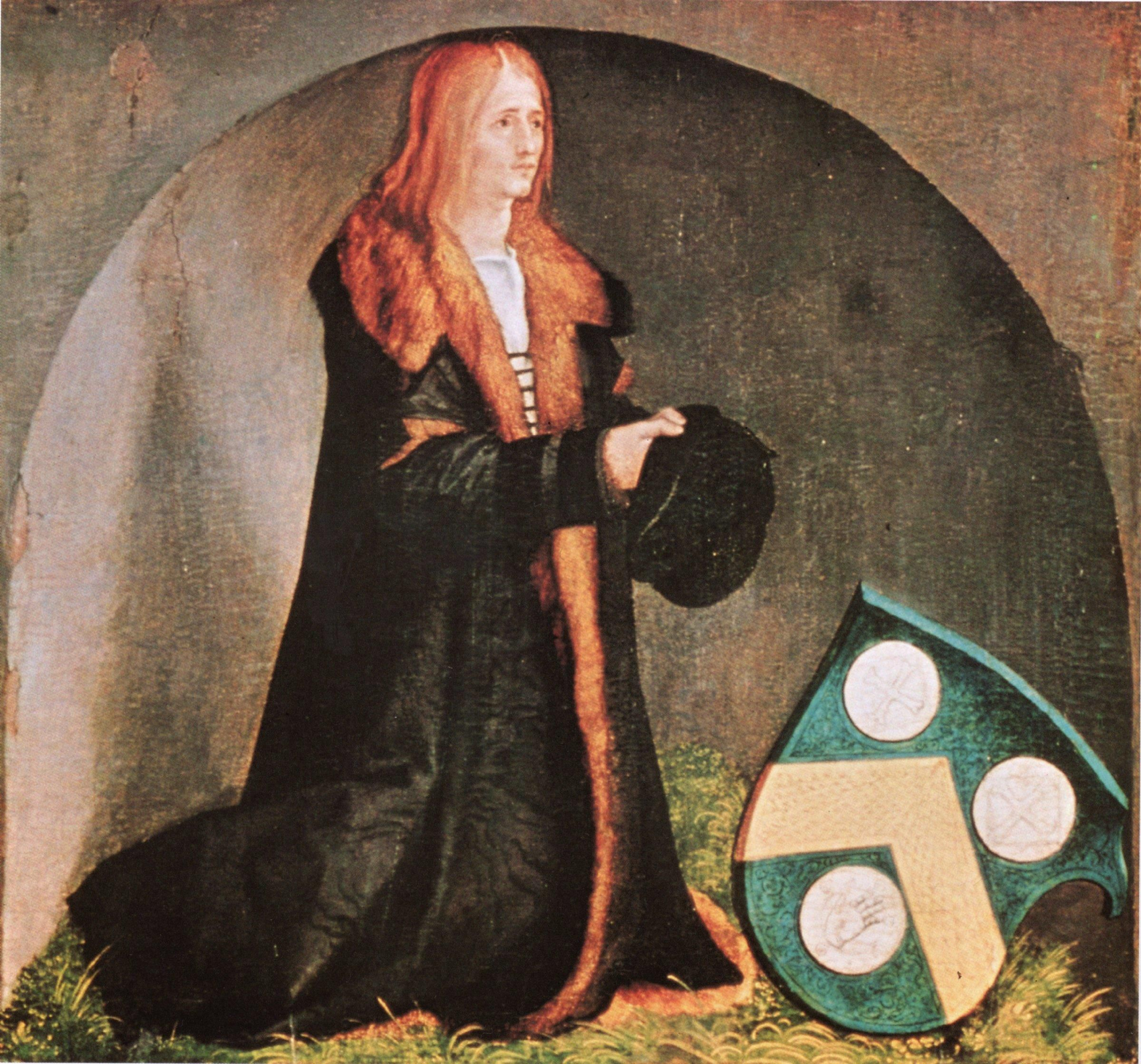
Jakob Heller auf dem Heller-Altar von Albrecht Dürer

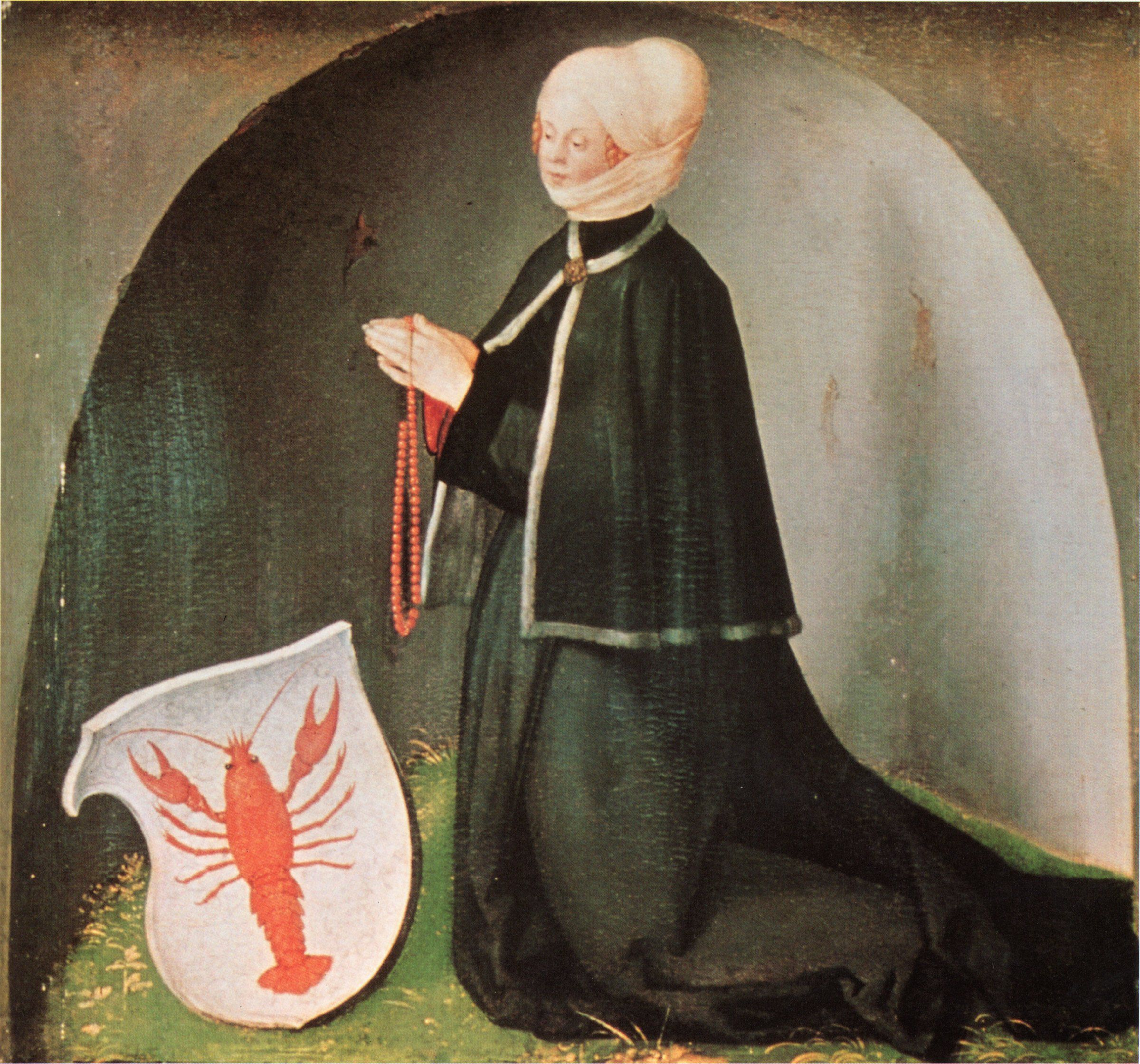
Katharina Heller geb. von Melem

Jakob Heller (* ca. 1460 in Frankfurt am Main; † 28. Januar 1522 ebenda) war ein Frankfurter Patrizier und Ratsherr. Er hatte mehrmals das Amt des Älteren Bürgermeisters der Freien Reichsstadt Frankfurt inne. Sein bedeutendes Vermögen setzte er für zahlreiche religiöse und künstlerische Stiftungen ein, darunter den berühmten Heller-Altar von Albrecht Dürer und Mathias Grünewald.

## Leben
Jakob Heller wurde ca. 1460 in Frankfurt am Main geboren. Er entstammte einer Familie, die aus dem Handwerkerstand in das Patriziat aufgestiegen und durch Tuchhandel zu einem beträchtlichen Vermögen gekommen war. Seine Eltern waren der Kaufmann und Ratsherr Bechthold Heller und Katharina Blum. Aus dieser Ehe stammten 12 Söhne und sieben Töchter.
Auch Jakob Heller wurde ein angesehener Kaufmann, der seit 1483 der Ganerbschaft Zum Frauenstein angehörte. 1485 wurde er Ratsherr und 1494 Schöffe.
1490 war er jüngerer Bürgermeister, 1501 und 1513 Älterer Bürgermeister von Frankfurt. Heller vertrat die Stadt mehrfach erfolgreich auf Reichstagen, so 1510 in Augsburg und 1512 in Köln. 1515 traf er in Worms Kaiser Maximilian I., der ihn als Berater und Finanzier schätzte.
Heller war Eigentümer des Hellerhofes, eines Hofguts westlich der Stadt im heutigen Gallus, und des Nürnberger Hofes in der Altstadt, wo die Nürnberger Kaufleute während der Frankfurter Messen Quartier nahmen. Den Nürnberger Hof hatte er 1496 mithilfe des Erbes seiner Frau gekauft. 1517 wohnte Kaiser Maximilian bei seinem letzten Aufenthalt in Frankfurt bei Heller im Nürnberger Hof.
Er war verheiratet mit Katharina von Melem, der ältesten Tochter Johann von Melems. Die Ehe blieb kinderlos. Jakob Heller starb am 28. Januar 1522 in seiner Heimatstadt. Er wurde neben seiner 1518 verstorbenen Frau in der Dominikanerkirche bestattet. Mit ihm starb die Familie Heller aus.

## Bedeutung

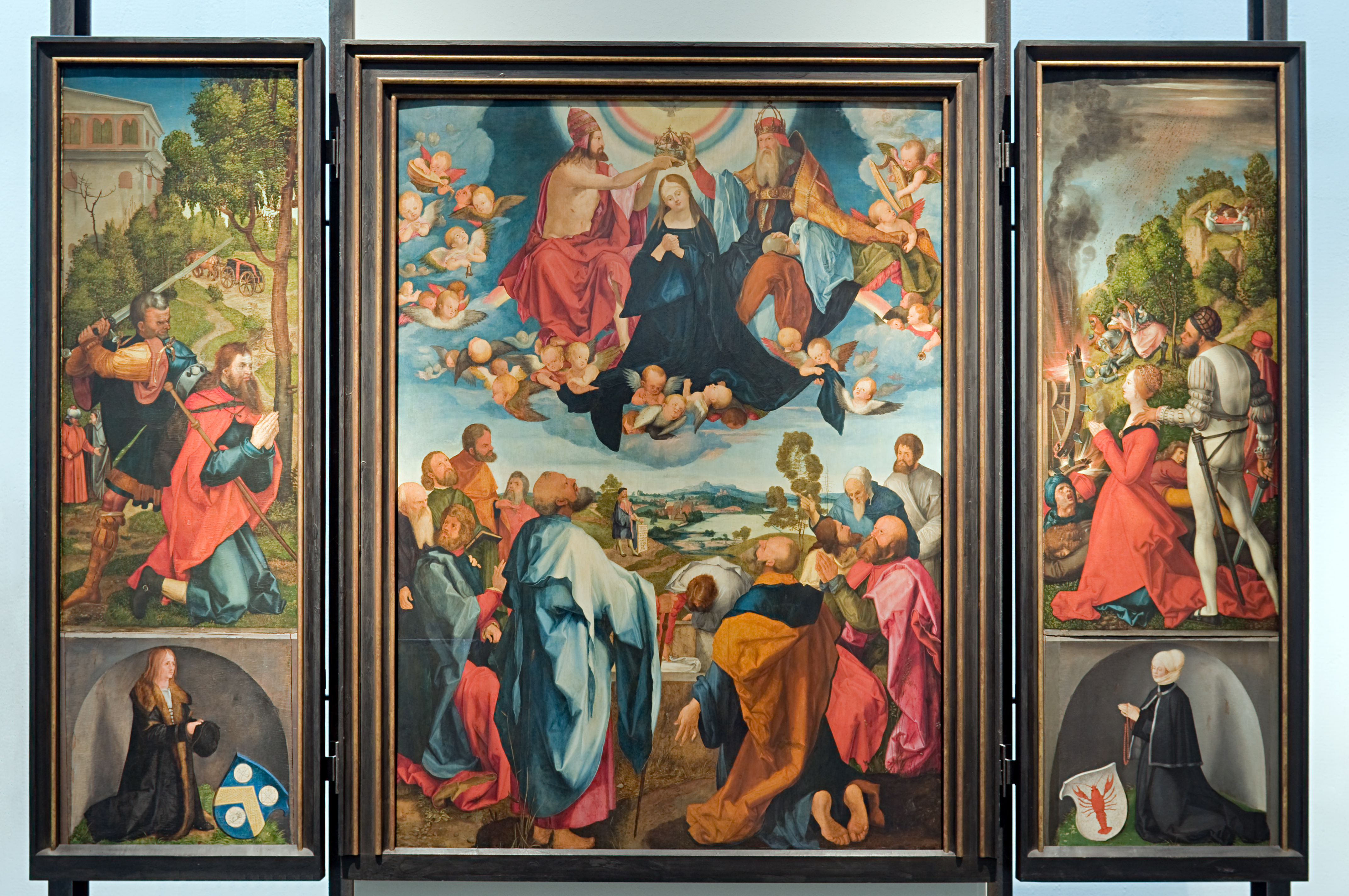
Der Heller-Altar von Albrecht Dürer

Jakob Heller hinterließ ein umfangreiches, 1519, nach dem Tode seiner Frau aufgesetztes Testament, in dem er alle Legate und Stiftungen genau aufzählte. Seine Aufzeichnungen vermitteln ein genaues Bild der sozialen und religiösen Anschauungen des Patriziats kurz vor Beginn der Reformation.

### Heller als Kunstmäzen
Unter den von ihm gestifteten Kunstwerken ist die 1509 durch Hans Backoffen geschaffene Kreuzigungsgruppe für die Bartholomäuskirche, aufgestellt in der Turmhalle, hervorzuheben, vor allem aber der 1508 von Albrecht Dürer und Mathias Grünewald für die Dominikanerkirche gemalte Heller-Altar, eine Darstellung der Himmelfahrt und Krönung Mariens. Das Bild gelangte später nach München, wo es 1729 bei einem Brand zerstört wurde. Eine zeitgenössische Kopie befindet sich heute im Historischen Museum. Jakob Heller ist auf dem linken Flügel im unteren Bild dargestellt, seine Frau Katharina von Melem auf dem rechten Flügel.
Heller hatte die Bekanntschaft Dürers 1507 in Nürnberg gemacht, wohin er als Tuchhändler und Besitzer des Nürnberger Hofes vielfältige Beziehungen hatte. In seinen neun in Abschriften erhaltenen Briefen an seinen Auftraggeber gibt Dürer wichtige Aufschlüsse über seine Arbeitsweise.

### Stiftungen und Legate
Heller verkaufte 1510 dem Rat der Stadt das Haus Viole. Es wurde in den Rathauskomplex, den Römer, integriert und diente künftig als Archiv und Stadtbibliothek. Anfang des 20. Jahrhunderts wurde es zusammen mit seinen Nachbarhäusern Frauenrode und Schwarzenstein für einen historisierenden Neubau abgerissen.
Nach Jakob Heller ist eine nach dem Zweiten Weltkrieg angelegte Straße im Frankfurter Stadtteil Dornbusch benannt.